# Milon-la-Chapelle
Milon-la-Chapelle és un municipi francès, situat al departament d'Yvelines i a la regió de Illa de França. L'any 2007 tenia 319 habitants.
Forma part del cantó de Maurepas, del districte de Rambouillet i de la Comunitat de comunes de la Haute Vallée de Chevreuse.

## Demografia

### Població
El 2007 la població de fet de Milon-la-Chapelle era de 319 persones. Hi havia 96 famílies, de les quals 8 eren unipersonals (4 homes vivint sols i 4 dones vivint soles), 48 parelles sense fills, 36 parelles amb fills i 4 famílies monoparentals amb fills.
La població ha evolucionat segons el següent gràfic:
Habitants censats

### Habitatges
El 2007 hi havia 120 habitatges, 101 eren l'habitatge principal de la família, 15 eren segones residències i 4 estaven desocupats. 116 eren cases i 4 eren apartaments. Dels 101 habitatges principals, 82 estaven ocupats pels seus propietaris, 7 estaven llogats i ocupats pels llogaters i 12 estaven cedits a títol gratuït; 5 tenien dues cambres, 3 en tenien tres, 15 en tenien quatre i 78 en tenien cinc o més. 86 habitatges disposaven pel capbaix d'una plaça de pàrquing. A 29 habitatges hi havia un automòbil i a 71 n'hi havia dos o més.

### Piràmide de població
La piràmide de població per edats i sexe el 2009 era:
| Homes | Edats   | Dones |
| ----- | ------- | ----- |
| 0     | 95 o +  | 0     |
| 0     | 90 a 94 | 8     |
| 4     | 85 a 89 | 0     |
| 0     | 80 a 84 | 4     |
| 8     | 75 a 79 | 0     |
| 12    | 70 a 74 | 12    |
| 0     | 65 a 69 | 24    |
| 8     | 60 a 64 | 8     |
| 8     | 55 a 59 | 8     |
| 16    | 50 a 54 | 28    |
| 16    | 45 a 49 | 20    |
| 16    | 40 a 44 | 20    |
| 8     | 35 a 39 | 16    |
| 8     | 30 a 34 | 4     |
| 4     | 25 a 29 | 0     |
| 0     | 20 a 24 | 8     |
| 4     | 15 a 19 | 4     |
| 20    | 10 a 14 | 12    |
| 12    | 5 a 9   | 8     |
| 4     | 0 a 4   | 8     |

## Economia
El 2007 la població en edat de treballar era de 217 persones, 129 eren actives i 88 eren inactives. De les 129 persones actives 118 estaven ocupades (64 homes i 54 dones) i 11 estaven aturades (4 homes i 7 dones). De les 88 persones inactives 14 estaven jubilades, 26 estaven estudiant i 48 estaven classificades com a «altres inactius».

### Ingressos
El 2009 a Milon-la-Chapelle hi havia 98 unitats fiscals que integraven 290 persones, la mediana anual d'ingressos fiscals per persona era de 44.221 €.

### Activitats econòmiques
Dels 24 establiments que hi havia el 2007, 1 era d'una empresa de construcció, 2 d'empreses de comerç i reparació d'automòbils, 4 d'empreses d'hostatgeria i restauració, 5 d'empreses d'informació i comunicació, 1 d'una empresa financera, 1 d'una empresa immobiliària, 9 d'empreses de serveis i 1 d'una empresa classificada com a «altres activitats de serveis».
Dels 2 establiments de servei als particulars que hi havia el 2009, 1 era un guixaire pintor i 1 restaurant.

## Poblacions més properes
El següent diagrama mostra les poblacions més properes.